# Trentepohlia enervata
Trentepohlia enervata är en tvåvingeart som beskrevs av Alexander 1936. Trentepohlia enervata ingår i släktet Trentepohlia och familjen småharkrankar. Inga underarter finns listade i Catalogue of Life.